# 克朗 (维埃纳省)
克朗（法語：Craon，法語發音：[kʁɑ̃]）是法国新阿基坦大区维埃纳省的一个市镇，属于沙泰勒罗区。

## 地理
克朗（46°46'23"N, 0°1'24"E）面积21.58 平方千米，位于法国新阿基坦大区维埃纳省，该省份为法国中西部省份，北起曼恩-卢瓦尔省和安德尔-卢瓦尔省，西接德塞夫勒省，南至夏朗德省，东南接上维埃纳省，东临安德尔省。
与克朗接壤的市镇（或旧市镇、城区）包括：阿赛-莱瑞莫、杜村、泰讷宰、屈翁、拉格里莫迪耶尔、马索涅、马泽伊。
克朗的时区为UTC+01:00、UTC+02:00（夏令时）。

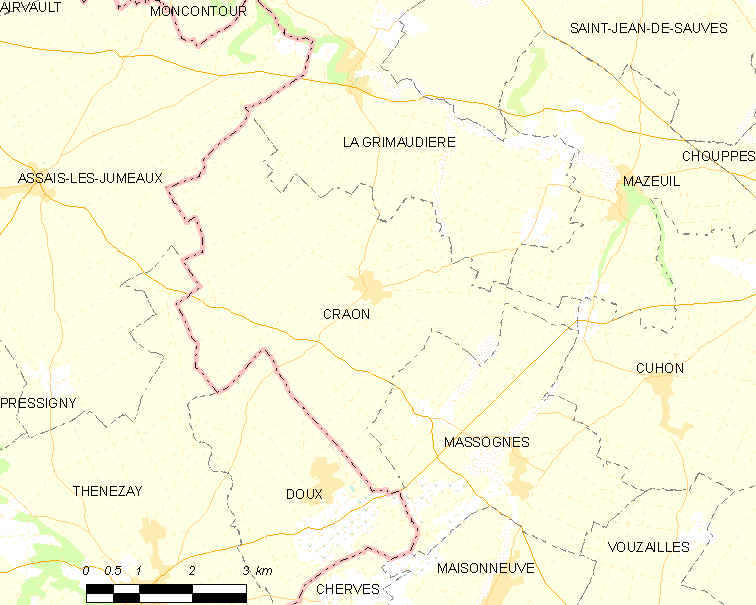
克朗的OSM定位图

## 行政
克朗的邮政编码为86110，INSEE市镇编码为86087。

## 政治
克朗所属的省级选区为卢丹县。

## 人口

1962-2008年间克朗人口变化图示

克朗于2022年1月1日时的人口数量为183人。